# Dorian Harewood
Willie Dorian Harewood (* 6. August 1950 in Dayton, Ohio) ist ein US-amerikanischer Schauspieler und Synchronsprecher.

## Leben und Wirken
Harewood debütierte als Schauspieler Mitte der 1970er Jahre und trat seither vor allem in Fernsehfilmen und -serien auf. Im Fernsehdrama Ambush Mörder spielte er 1982 neben James Brolin eine der größeren Rollen. Im Fernsehdrama Sarahs großes Spiel trat er 1989 er an der Seite von Whoopi Goldberg auf. Im Thriller Fremde Schatten war er 1990 neben Melanie Griffith, Matthew Modine und Michael Keaton auch auf der Kinoleinwand zu sehen. 
Ab 1994 spielte er als Julian Wilkes eine der Hauptrollen in der Fernsehserie Viper. Von 1996 bis 2003 verkörperte er in der Fernsehserie Eine himmlische Familie den evangelischen Pfarrer Morgan Hamilton aus der Nachbargemeinde. Auch in der sechsten Staffel von Stargate – Kommando SG-1 wirkte er mit. In der für das Fernsehen produzierten Filmbiografie Hendrix (2000) über den Rockmusiker Jimi Hendrix spielte er eine der größeren Rollen an der Seite von Billy Zane. Im Horrorfilm Gothika (2003) trat er neben Halle Berry, Robert Downey Jr. und Penélope Cruz auf.
Als Synchronsprecher lieh er unter anderem in der Zeichentrickserie Teenage Mutant Hero Turtles der Figur des Shredder seine Stimme sowie Sir Briant in Die Legende von Prinz Eisenherz und Modo in Biker Mice from Mars.
Für seine Rolle in der Fernsehserie I’ll Fly Away gewann er im Jahr 1994 einen NAACP Image Award. Für seine Sprechrolle im Dokumentarfilm Hank Aaron: Chasing the Dream war er 1995 für einen Emmy und für seine Rolle in der Fernsehserie The Hoop Life 2000 erneut für einen NAACP Image Award nominiert. 
Mit seiner Frau, der Schauspielerin Nancy Harewood, hat Harewood zwei Kinder.

## Filmografie (Auswahl)
- 1977: Panik im Echo Park (Panic in Echo Park)
- 1978: Columbo (Fernsehserie, eine Folge)
- 1978: U-Boot in Not (Gray Lady Down)
- 1979: Roots – Die nächsten Generationen (Roots: The Next Generations, Fernsehminiserie, fünf Folgen)
- 1980: Weiße Hölle (High Ice, Fernsehfilm)
- 1981: Kein Mord von der Stange (Looker)
- 1982: Ambush Mörder (The Ambush Murders, Fernsehfilm)
- 1984: Gegen jede Chance (Against All Odds)
- 1984: Der Tank (Tank)
- 1984: Jesse Owens – Idol und Legende (The Jesse Owens Story, Fernsehfilm)
- 1985: Der Falke und der Schneemann (The Falcon and the Snowman)
- 1986: Mord ist ihr Hobby (Murder, She Wrote, Fernsehserie, eine Folge)
- 1987: Amerika (Fernsehminiserie, sechs Folgen)
- 1987: Full Metal Jacket
- 1987: Die Schöne und das Biest (Beauty and the Beast, Fernsehserie, eine Folge)
- 1988: Der Schrei nach Liebe (God Bless the Child, Fernsehfilm)
- 1988: Matlock (Fernsehserie, zwei Folgen)
- 1989: Polly – Ein Engel auf Erden (Polly: Comin’ Home, Fernsehfilm)
- 1989: Sarahs großes Spiel (Kiss Shot, Fernsehfilm)
- 1989: Teenage Mutant Hero Turtles (Teenage Mutant Ninja Turtles, Zeichentrickserie, Stimme, 46 Folgen)
- 1990: Starfire (Solar Crisis)
- 1990: Fremde Schatten (Pacific Heights)
- 1990–1992: Die Fälle der Rosie O’Neill (The Trials of Rosie O’Neill, Fernsehserie, 26 Folgen)
- 1991–1993: Die Legende von Prinz Eisenherz (The Legend of Prince Valiant, Zeichentrickserie, Stimme, 65 Folgen)
- 1992: Mäuse an der Macht (Capitol Critters, Zeichentrickserie, Stimme, sieben Folgen)
- 1992: Mut zur Liebe (Getting Up and Going Home, Fernsehfilm)
- 1993: Time Trax – Zurück in die Zukunft (Time Trax, Fernsehserie, eine Folge)
- 1993–1996: Biker Mice from Mars (Zeichentrickserie, Stimme, 65 Folgen)
- 1994: Dr. Quinn – Ärztin aus Leidenschaft (Dr. Quinn, Medicine Woman, Fernsehserie, Folge 2x17)
- 1994: Der Pagemaster – Richies fantastische Reise (The Pagemaster)
- 1994–1999: Viper (Fernsehserie, 15 Folgen)
- 1994–1996: Der unbesiegbare Iron Man (Iron Man, Zeichentrickserie, Stimme, 16 Folgen)
- 1995: Hank Aaron: Chasing the Dream (Dokumentarfilm, Stimme)
- 1995: Sudden Death
- 1996: Gargoyles – Auf den Schwingen der Gerechtigkeit (Gargoyles, Zeichentrickserie, Stimme, zwei Folgen)
- 1996: Space Jam (Stimme)
- 1996–2003: Eine himmlische Familie (7th Heaven, Fernsehserie, zehn Folgen)
- 1997: Die Jagd nach dem Baby (When the Cradle Falls, Fernsehfilm)
- 1997: Die 12 Geschworenen (12 Angry Men, Fernsehfilm)
- 1998: Steel Train (Evasive Action)
- 2000: Hendrix (Fernsehfilm)
- 2000: Gnadenloses Duell (The Last Debate, Fernsehfilm)
- 2001: Gefangen im Bermuda-Dreieck (The Triangle, Fernsehfilm)
- 2001: Glitter – Glanz eines Stars (Glitter)
- 2002: Practice – Die Anwälte (The Practice, Fernsehserie, eine Folge)
- 2002: The Master Criminal (Framed, Fernsehfilm)
- 2002: Stargate – Kommando SG-1 (Stargate SG-1, Fernsehserie, zwei Folgen)
- 2003: Gothika
- 2003: Levity
- 2005: Das Ende – Assault on Precinct 13 (Assault on Precinct 13)
- 2006: Schatten der Leidenschaft (The Young and the Restless, Fernsehserie, eine Folge)
- 2006: Las Vegas (Fernsehserie, zwei Folgen)
- 2006: Sleeper Cell (Fernsehserie, eine Folge)
- 2006–2007: Biker Mice from Mars (Zeichentrickserie, Stimme, 28 Folgen)
- 2006–2012: Meister Mannys Werkzeugkiste (Handy Manny, Animationsserie, Stimme, vier Folgen)
- 2007–2008: The Batman (Zeichentrickserie, Stimme, vier Folgen)
- 2007: In einem Land vor unserer Zeit (Zeichentrickserie, Stimme, sechs Folgen)
- 2007: Private Practice (Fernsehserie, eine Folge)
- 2008: Gestohlene Worte – Der Roman des Todes (Grave Misconduct, Fernsehfilm)
- 2008: Terminator: The Sarah Connor Chronicles (Fernsehserie, drei Folgen)
- 2008–2009: The Spectacular Spider-Man (Zeichentrickserie, Stimme, vier Folgen)
- 2011: Mayor Cupcake
- 2015: The Right Girl (Fernsehfilm)
- 2020: Criminal Minds (Fernsehserie, eine Folge)
- 2021: 9-1-1 (Fernsehserie, eine Folge)
- 2022: Bel-Air (Fernsehserie, zwei Folgen)
- 2022: Big Sky (Fernsehserie, eine Folge)

## Videospiele (Auswahl)
- 1993: Gabriel Knight: Sins of the Fathers (Stimme)
- 2004: Onimusha 3 (Stimme)
- 2006: Biker Mice from Mars (Stimme)
- 2006: Lost Planet: Extreme Condition (Stimme)
- 2012: Diablo III (Stimme)
- 2013: Metal Gear Rising: Revengeance (Stimme)
- 2015: Heroes of the Storm (Stimme)